# Burdur
Burdur este un oraș care se află în Sud-Vest-ul  Turciei. În anul 2010 populația orașului număra un număr de 78,389 locuitori.

## Istorie

### Istoria antică
Chiar dacă există dovezi care atestă așezarea incă din anul 6500 î.Hr., cel mai vechi semn găsit datează din epoca bronzului. Se crede că orașul și-a schimbat locația, orașul vechi Limnombria ("Lake City") a fost mai aproape de Lacul Burdur decât orașul din zilele noastre. Se știe că în epoca bizantină, orașul a existat sub numele de Polydorion (grecesc Πολυδοριον), de unde derivă denumirea actuală.

### Așezarea turcă
Prima așezare turcă a orașului Burdur a început după victoria Seljuq la bătălia de la Manzikert din anul 1071.
În anul 1300 Hamidii, conduși de Dündar Bey au cucerit orașul Burdur. Ilkhanatul a capturat apoi Burdur în anul 1324. Fiul lui Dündar Bey, İshak Çelebi, a recapturat orașul Burdur în 1328. Burdur a fost capturat de Imperiul Otoman în anul 1391, până în anul 1478 populația orașului va fi formată din aproximativ 75% musulmani și 25% creștini.

## Clima
Burdur are o climă continental  mediteraneană cu ierni reci, cu zăpadă și veri foarte calde, lungi și uscate.
În tabelul de mai jos sunt prezentate datele climatice pentru Burdur.
| Date climatice pentru Burdur                     | Date climatice pentru Burdur | Date climatice pentru Burdur | Date climatice pentru Burdur | Date climatice pentru Burdur | Date climatice pentru Burdur | Date climatice pentru Burdur | Date climatice pentru Burdur | Date climatice pentru Burdur | Date climatice pentru Burdur | Date climatice pentru Burdur | Date climatice pentru Burdur | Date climatice pentru Burdur | Date climatice pentru Burdur |
| Luna                                             | Ian                          | Feb                          | Mar                          | Apr                          | Mai                          | Iun                          | Iul                          | Aug                          | Sep                          | Oct                          | Nov                          | Dec                          | Anual                        |
| ------------------------------------------------ | ---------------------------- | ---------------------------- | ---------------------------- | ---------------------------- | ---------------------------- | ---------------------------- | ---------------------------- | ---------------------------- | ---------------------------- | ---------------------------- | ---------------------------- | ---------------------------- | ---------------------------- |
| Maxima medie °C (°F)                             | 6.9 (44,4)                   | 8.5 (47,3)                   | 12.8 (55)                    | 17.6 (63,7)                  | 23.1 (73,6)                  | 28.2 (82,8)                  | 32.0 (89,6)                  | 32.2 (90)                    | 27.8 (82)                    | 21.4 (70,5)                  | 14.0 (57,2)                  | 8.2 (46,8)                   | 19,39 (66,91)                |
| Minima medie °C (°F)                             | −1.1 (30)                    | −0.7 (30,7)                  | 1.9 (35,4)                   | 5.9 (42,6)                   | 9.9 (49,8)                   | 13.9 (57)                    | 17.0 (62,6)                  | 16.8 (62,2)                  | 12.7 (54,9)                  | 8.2 (46,8)                   | 3.5 (38,3)                   | 0.6 (33,1)                   | 7,38 (45,29)                 |
| Minima istorică °C (°F)                          | −14 (6,8)                    | −13 (8,6)                    | −11.6 (11,1)                 | −7 (19,4)                    | −0.4 (31,3)                  | 5.2 (41,4)                   | 9.7 (49,5)                   | 10.2 (50,4)                  | 4.4 (39,9)                   | −2 (28,4)                    | −9.9 (14,2)                  | −11 (12,2)                   | −14 (6,8)                    |
| Precipitații mm (inches)                         | 51.1 (2.012)                 | 39.3 (1.547)                 | 45.0 (1.772)                 | 50.4 (1.984)                 | 39.6 (1.559)                 | 26.0 (1.024)                 | 17.6 (0.693)                 | 9.2 (0.362)                  | 17.8 (0.701)                 | 35.8 (1.409)                 | 42.2 (1.661)                 | 59.1 (2.327)                 | 433,1 (17,051)               |
| Nr. mediu de zile ploioase                       | 11.0                         | 9.7                          | 10.0                         | 10.7                         | 9.4                          | 5.6                          | 3.5                          | 2.5                          | 3.6                          | 6.3                          | 7.9                          | 10.9                         | 91,1                         |
| Ore însorite                                     | 114.7                        | 137.2                        | 182.9                        | 204                          | 275.9                        | 330                          | 359.6                        | 337.9                        | 273                          | 217                          | 156                          | 93                           | 2.681,2                      |
| Sursă: Devlet Meteoroloji İșleri Genel Müdürlüğü |                              |                              |                              |                              |                              |                              |                              |                              |                              |                              |                              |                              |                              |